# Шелогуров, Лев Исаевич
Лев Исаевич Шелогуров (род. 7 мая 1962, Фрязино, Московская область) — советский и российский режиссёр, сценарист театрализованных представлений, массовых зрелищ, концертов и телевизионных программ. Лауреат Государственной премии РФ (1999), Заслуженный деятель искусств РФ (2018).

## Биография
В 1985 году закончил актёрский факультет МХАТ. С 1985 по 1987 год проходил службу в рядах Советской Армии. С 1987 по 1991 год года работал в ДК «Исток» города Фрязино, где проводил Турнир команд КВН Подмосковья на призы газеты «Московский комсомолец», а также осуществил постановку спектакля по пьесе М. Шатрова «Диктатура совести» в самодеятельном театре. В 1987 году работал педагогом-ассистентом школы-студии МХАТ (молдавский курс), участвовал в постановке профессора В. Н. Богомолова «Провинциалка» (И. Тургенев). С 1991 года работал на Российском телевидении. В соавторстве с режиссёром Е. А. Гинзбургом в качестве сценариста и редактора принял участие во многих значимых телевизионных проектах студии «Волшебный фонарь». Шеф-редактор выпусков на канале РТР концертных программ из ГЦКЗ «Россия», Центрального дома актёра, автор проекта «Вавилонские игры», сценарист и режиссёр первых «Балов выпускников» 1998 и 1999 годов. С 1998 по 2001 год работал на Авторском телевидении. Участвовал в создании 12-серийного документального фильма «Вспоминая Рождество». Автор и редактор телевизионной программы «Детектив-шоу», которая два года подряд выходила в финал ТЭФИ. В 1999 году за художественно-публицистический цикл телепередач «Старая квартира» удостоен Государственной премии РФ в области литературы и искусства.
В 2004 году на канале ТВЦ вышел монофильм М. Козакова «Играем Шекспира», который получил ТЭФИ 2005 года за лучшую режиссуру. В год 60-летия Великой Отечественной войны на телеканале ТВЦ был автором и главным редактором телеверсии акции «Эшелоны Победы». Эта работа отмечена гран-при Евразийского телефорума. Автор фильмов из цикла «Последние 24 часа» на канале ОРТ , Ю. Соломин). Художественный руководитель ток-шоу «Частная жизнь», «Дата», «Звезда на звезде», сценарист и шеф-редактор конкурса «СТС зажигает суперзвезду».
Автор и главный режиссёр культурных проектов и программ, получивших широкое признание общественности и профессионального сообщества. Церемонии открытия Дня города Москвы на Тверской (2006—2009), торжества в честь 1000-летия Ярославля, церемония открытия финального матча Лиги чемпионов 2008 года в Лужниках, массового народного гуляния «Широкая Масленица» на Васильевском спуске (2011), Церемония встречи Олимпийского огня на Красной площади (2013), празднования в Ростове Великом 1150-летия Российской государственности, Церемонии открытия и закрытия Армейских игр (2017—2022). За 2015—2023 годы поставлено более десятка государственных концертов в Кремлёвском дворце, осуществлены международные проекты — фестиваль «Алматы — моя первая любовь», церемония открытия в Большом национальном театре Пекина года туризма России в Китае, культурная программа Конного похода Москва — Париж — Фонтенбло, юбилей Русского дома в Белграде. Уникальным по масштабу и художественному воплощению стал проект  концертное исполнение рок – оперы А. Рыбникова и А. Вознесенского «Юнона и Авось» на Дворцовой площади в городе Санкт-Петербург (2022).
Режиссёр Академического ансамбля песни и пляски Российской Армии имени А. В. Александрова.

## Работы
Телевидение: сценарист, шеф-редактор
Новогодние огоньки
- «Новогодний аттракцион» (РТР) 1994
- «Мы так любили друг друга» (ОРТ) 1995
- «Волшебный фонарь» (РТР) 1996
- «Карнавальная ночь 2» (РТР) 1997
- «Обыкновенное чудо» (ТВЦ) 2002

Фестивали
- «Золотой Остап» РТР1994
- Кинотавр РТР 1995 −1997, 2004
- «Душа баяна»  Самара 2022

ТВ шоу программы
- Бенефис «Сатирикона» (К.Райкин) РТР 1994
- «Ёлка для взрослых» (Р. Быков) РТР 1994
- Бенефис Л. Гурченко РТР 1995
- Бенефис З. Гердта РТР 1996
- «Бал выпускников» РТР 1998,1999
- Эшелоны Победы. Телемарафон ТВЦ 2005
- Ю. Ким. «Большая семья» АТВ — Культура 2011
- Бенефисы М. Задорнова 1 канал 2006, 2013

Телевизионные фильмы
- «Бессонница» (А.Розенбаум) РТР 1994
- «Соло для Басилая» РТР 1994
- Субботний вечер. Г. Бортников РТР 1997
- «Мисс Вселенная» РТР 1997
- «Вальс Бостон» (А.Розенбаум) РТР 1998[4]
- А.Пугачёва «Вспоминая, Рождество» РТР 12 серий 2001
- «Неизвестная Матвиенко» 2003
- «Играя Шекспира» М.Козаков, ТВЦ 2004
- Последние 24 часа. Е. Евстигнеев ОРТ 2005
- Последние 24 часа. Харламов ОРТ 2006
- Последние 24 часа. Маршал Жуков ОРТ 2006
- Последние 24 часа. З. Гердт ОРТ 2006
- Последние 24 часа В. Соломин ОРТ 2006
- Последние 24 часа. Л. Яшин. ОРТ 2009[2]
- IT — технологии. Вести 24 2009
- «Государственный Совет России» Россия 24, 2010
- «Российская газета. 20 лет у власти». Россия 24, 2010[5]

Конкурсы
- Вавилонские игры. РТР 1995, 1996
- Конкурс «Мисс Россия» РТР — ТВЦ 1995—1997, 2000, 2003
- Детектив-шоу ATV — телеканал «Россия» 1999—2002
- Ступени. «Россия» 2007
- СТС зажигает суперзвезду 2007

Художественные циклы
- Старая квартира РТР 1997—1999
- Старая квартира. РТР Ленинград 2000
- Старая квартира. РТР Одесса 2000
- Дата ТВЦ 2002—2004
- Ностальгия ТВЦ 2002—2004

Ток-шоу
- «Частная жизнь» Телеканал «Россия» 2004—2007
- «Звезда на звезде» Телеканал Звезда 2016—2018

Премии
- ТЭФИ 1998
- Банковская премия 2005—2006
- Премия РФС 2007
- Литературная премия «Большая книга». Дом Пашкова 2007—2010
- «Золотая вышка». Премия ВШЭ «Известия» 2013—2014
- Вручение премий Минспорта 2013
- «Созвездие мужества» Премия МЧС МГУ 2016—2017
- Премия Юрист года 2021

Государственные праздники и Церемонии. Главный режиссёр и автор сценария
- Церемонии открытия дня города Москвы на Тверской:

1. «Золотая моя Москва» 2006
2. «Московское время» 2007
3. «Мы — московская семья» 2008
4. «Москва — ты всегда молода» 2009

- Открытие чемпионата мира по фигурному катанию Лужники, 2005
- «Олимпийская река». Москва — река, 2005
- Освобождение Калинина. Реконструкция. Тверь, 2006
- Президентская регата в Санкт-Петербурге 2010
- 1000 — летие Ярославля 2010
- Широкая Масленица (Васильевский спуск) 2011
- Финал Кубка России Ярославль 2011
- День славянкой письменности и культуры. Васильевский спуск. 2011
- 1150 лет Российской государственности (Ростов Великий) 2012[6]
- Кавказские игры. Стадион Спартак. Нальчик 2012
- День флага. Митинг — концерт. Москва, площадь Революции 2013
- Встреча Олимпийского огня в России. Москва. Красная площадь 2013
- Старт эстафеты олимпийского огня. Москва Васильевский спуск — Воробьевы горы 2013
- Открытие Московской соборной мечети 2015
- Открытие паралимпийских игр в России 2016
- День Победы. ВДНХ, Арка главного входа 2017
- Освящение Главного Храма ВС РФ  2020
- Дни Достоевского в Оптиной пустыни, открытие памятника Ф.М. Достоевскому 2022

Концертные программы;
- Концерты в Кремле и в ЦАТРА, посвященные дню защитника Отечества:

1. «Эстафета доблести» 2006
2. «Крымская весна» 2015
3. «Они сражались за Родину» 2016
4. «Ты моя мелодия» 2017
5. «Несокрушимая и легендарная» (100 лет Красной Армии) 2018
6. «Русское поле» 2019[7]
7. «Дорога памяти» 2020
8. «Я люблю тебя Россия» 2021
9. «От великих дел Петра» 2022
10. «Время выбрало нас» 2023

- Ансамблю Александрова 80 лет. Юбилейный концерт ГКД 2013
- День спасателя ГКД 2014—2016
- 85 лет ВДВ ГКД 2015
- «Александровская песня» Историческая сцена. Большой театр 2016
- 100 лет революции ГЦКЗ Россия 2017
- 105 лет ВВС (ВКС) ГКД 2017
- «Большой Александровский марш». 90 лет ансамбля Александрова. Историческая сцена, Большой театр 2018
- «Наша марка» ГКД 2017—2018
- Кадетский форум ГКД 2018
- 100 лет рязанскому училищу ВДВ ГКД 2018
- 100 лет ГРУ ЦАТРА 2018
- «Идем в театр» Домисолька ГКД 2018
- 210 лет Министерству транспорта ГКД 2019
- Путь Победы. Русское радио 2020
- 30 лет таможни ГКД 2021
- В сердце у России ты моя Москва Историческая сцена. Большой театр 2021
- Юнона и Авось на Дворцовой площади Санкт-Петербург 2022
- Скажи героям спасибо. Концерт-митинг Юнармии 2022

Юбилеи
- «80 лет ЦСКА» Дворец спорта ЦСКА, 2003
- 50 лет «Детскому миру». Парк Горького, 2007
- «80 лет и все МАИ» ДК МАИ, 2009
- 20 лет ВШЭ. Театр Станиславского и Немировича-Данченко, 2012
- 90 лет газете «Красная звезда» ЦАТРА 2013
- Юбилей «Дому кино — 80» 2014
- Юбилей театра Российской Армии 2015
- Торжества по случаю юбилея Норильского никеля. Норильск 2015
- 80 лет ГАИ Стадион Авангард. Домодедово 2016
- 95 лет ЦСКА Крокус Вегас 2018
- 90 лет Солнечногорску День города 2019
- 60 лет ЦПК и первому отряду космонавтов ЦАТРА 2020

Международные проекты
- ТВ Международный проект «Гладиаторы». РТР (Бирмингем) 1996—1997
- Кубок первого канала. Футбол. Израиль. 2007 −2008
- Финал матча Лиги чемпионов. БСА Лужники 2008
- «Алматы — моя первая любовь» — фестиваль, посвященный 20- летию независимости Казахстана. Трамплин. Алматы 2011[8]
- Тур Кубка Лиги чемпионов FIFA на Красной площади. Москва 2011
- Открытие года туризма России в Китае. Большой театр. Пекин 2012[3]
- Конный поход Москва — Париж, посвященный 200 летию Отечественной войны 1812 года (Поклонная гора, Смоленск, Фонтенбло — Франция)2012
- Чемпионат мира среди артистов по футболу. Артфутбол. 2013—2019[9]
- Открытие кубка мира по регби. БСА Лужники. 2013
- Международный военный Форум «ARMY» 2017-2022
- Армейские игры. Парк Патриот — Алабино 2017—2019
- Концерт общества российско-китайской дружбы Историческая сцена Большой театр 2017
- 85 лет Русскому дому. Сава центр Белград 2018
- Зажжение вечного огня в Белграде 2020
- Открытие чемпионата мира по боксу SIZM 2021

## Награды и премии
- Орден «За заслуги в культуре и искусстве»
- Заслуженный деятель искусств Российской Федерации (2018)
- Лауреат Государственной премии Российской Федерации (1999)[1]
- Благодарность Мэра Москвы (2008)
- Благодарность Президента РФ (2011)
- Программа «Волшебный фонарь» стала финалисткой на телевизионном фестивале в Монтре (Швейцария) и получила номинацию ТЭФИ (1995)
- Старая квартира. ТЭФИ (1998)
- Детектив шоу номинация ТЭФИ (2000 и 2001)
- «Играя Шекспира» ТЭФИ (2005)
- «Эшелоны Победы» гран-при Евразийского теле-форума (2005)
- «Парень из нашего города» Гран при фестиваля к 65 летию Победы (2009)
- Лауреат премии СТД «Грани Театра масс» (2018)[10]